# 레주이프엉
레주이프엉 (베트남어: Lê Duy Phường / 黎維祊 여유팽, 1709년 ~ 1735년)는 대월 후 레 왕조의 제24대 황제(재위: 1729년 ~ 1732년)이다. 폐위되어 혼덕공(베트남어: Hôn Đức Công / 昏德公)으로 불린다. 절일은 상명성절(祥明聖節)이다.

## 생애
1709년, 유종과 황후(皇后) 찐 티 응옥뚱(鄭氏玉欉) 사이에서 태어났다.
1727년 7월, 서장자인 형을 제치고 황태자가 되었다. 2년 뒤인 1729년 4월, 유종이 태상황으로 물러나면서 황제로 즉위하였다.
1732년 8월, 위남왕(威南王) 찐장(베트남어: Trịnh Giang / 鄭杠 정강)에 의해 폐위 되었으며, 혼덕공(昏德公)으로 봉해졌다.
1735년 9월, 위왕(威王) 찐짱에 의해 살해 당하였다.

## 가족

### 후비
- 황후(皇后) 찐 티 응옥뉴(Trịnh Thị Ngọc Nhu/鄭氏玉㮒/정씨옥연)

## 기년
| 혼덕공      | 원년            | 2년        | 3년        | 4년        |
| ----------- | --------------- | ---------- | ---------- | ---------- |
| 서력 (西曆) | 1729년          | 1730년     | 1731년     | 1732년     |
| 간지 (干支) | 기유(己酉)      | 경술(庚戌) | 신해(辛亥) | 임자(壬子) |
| 연호 (年號) | 영경(永慶) 원년 | 2년        | 3년        | 4년        |